# 寶瓶宮

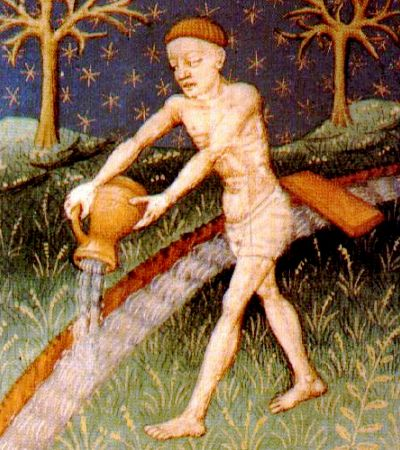
水瓶宮

水瓶宮，又稱寶瓶宮，是黃道十二宮的第十一宮，指的是出生日期大寒後至雨水前，約為每年1/20~2/18，對應天文學的水瓶座。水瓶宮的附庸星（也門占星學）為離太陽最近、公轉週期最短的水星，代表水星表面的溫度到了夜間會降至100K。而在密宗占星學中，水瓶宮的神秘守護星為木星，層次守護星為月亮。

## 符號及象徵

水瓶座天文符號

寶瓶座的天文符號為♒，代表由寶瓶傾瀉而出之水，代表色為銀色，亦代表人的小腿及重生，守護星為天王星，代表金屬為鈾（Uranium，源自天王星英文「Uranus」，而天王星名稱來自希臘神祇烏拉諾斯，代表「天空」）。水星是寶瓶座的擢升守護星（與也門占星學的附庸星相同）。
在占星术中，寶瓶宮（1月20日－2月18日，大寒至雨水）對應的是寶瓶座。寶瓶宮與天秤宮及雙子宮都與四大元素中的氣相關，即氣象星座。寶瓶座是陽性、屬氣（Air）的固定星座（Fixed sign），意象為瀰漫的大氣。對反星宮是獅子宮。占星術認為目前人類處於雙魚座年代末期，即將（正在）進入寶瓶座年代（參見新紀元運動）。

### 符號編碼
寶瓶宮符號編碼記載於雜項符號。
- U+2652 ♒ AQUARIUS